# Polyandrocarpa robusta
Polyandrocarpa robusta är en sjöpungsart som beskrevs av Sluiter 1915. Polyandrocarpa robusta ingår i släktet Polyandrocarpa och familjen Styelidae. Inga underarter finns listade i Catalogue of Life.